# Микоспоринске аминокиселине
Микоспоринске аминокиселине су мали секундарни метаболити, присутни у организмима који живе у средини са високом инсолацијом, најчешће у морској средини. Будући да су ова једињења релативно скоро откривена, њихов број који сада износи око 30, није коначно утврђен. Описују се углавном као микробни УВ-филтри, иако се претпоставља да њихова функција није ограничена само на заштиту од УВ-зрачења.

## Позадина
Микоспоринске аминокиселине су широко распрострањене у микробиолошком свету и нађени су у многим микроорганизмима: хетеротрофним бактеријама, цијанобактеријама, једноћелијским алгама, аскомицетним и базидиомицетним гљивама, као и у неким вишећелијским организмима, као што су вишећелијске алге и неке морске животиње. Највећи број истраживања микоспоринских аминокиселина се односи на њихову особину да апсорбирају светлост и штите од зрачења. Први детаљан опис ових аминокиселина је направљен од једињења изолираних из цијанобактерија који живе у средини са високим нивоом УВ-зрачења. Све микоспоринске аминокиселине апсорбирају УВ-зрачење које може да буде деструктивно за биолошке молекуле као на пример за ДНК, протеине итд. Истраживања су углавном фокусирана на њихове фото-заштитне функције, иако постоје и друге функције које обављају у ћелији. Доказано је да су ефикасни антиоксиданси, способни да неутралишу слободне радикале, да су у стању да повећају ћелиску толеранцију на сушење, хиперсалинитет и топлотни стрес.

## Хемијске особине
Микоспоринске аминокиселине су релативно мале органске молекуле (<400 Да). Хемијска структура свих 30 микоспоринских аминокиселина је откривена и садржи централни циклохексенонски или циклохексеимински прстен супституиран са различним радикалима. Све апсорбирају УВ зрачење са таласном дужином између 310 и 362 нанометара. Сматра се да су једни од најјачих природних абсорбената УВ-зрачења. Ова способност им омогућује да делују као ћелијски заштитни фактори од штетног УВ-Б и УВ-А зрачења сунчеве светлости. Ова једињења за своју продукцију често користе заједничке ензиме и интермедијере примарног метаболизма, на пример биосинтетски пут шикиме киселине који у примарном метаболизму служи за производњу ароматичних аминокиселина (фенилаланин, тирозин и триптофан) служи и за биосинтезу многих микоспоринских аминокиселина.

## Примери
| Име                          | Пик апсорпције у нанометрима | Chemspider |
| ---------------------------- | ---------------------------- | ---------- |
| Астерина-330                 | 330                          | 10475832   |
| Euhalothece-362              | 362                          |            |
| Микоспорин-2-глицин          | 334                          | 10474079   |
| Микоспорин-глицин            | 310                          | 10476943   |
| Микоспорин-глицин-валин      | 335                          |            |
| Микоспорин-глутамат-глицин   | 330                          |            |
| Микоспорин-метиламин-серин   | 327                          |            |
| Микоспорин-метиламин-треонин | 327                          |            |
| Микоспорин-таурин            | 309                          |            |
| Палитенска киселина          | 337                          |            |
| Палитен                      | 360                          | 10475813   |
| Палитин                      | 320                          | 10272813   |
| Палитин-серин                | 320                          | 10476937   |
| Палитин-серин-сулфат         | 320                          |            |
| Палитинол                    | 332                          |            |
| Порфира-334                  | 334                          |            |
| Шинорин                      | 334                          |            |
| Усуирен                      | 357                          |            |

## Референци
1. ↑  Cardozo KH, Guaratini T, Barros MP, Falcão VR, Tonon AP, Lopes NP, Campos S, Torres MA, Souza AO, Colepicolo P, Pinto E (2007). „Metabolites from algae with economical impact”. Comparative Biochemistry and Physiology. Toxicology & Pharmacology : CBP. 146 (1–2): 60—78. PMID 16901759. doi:10.1016/j.cbpc.2006.05.007.
2. ↑  Wada N, Sakamoto T, Matsugo S (септембар 2015). „Mycosporine-Like Amino Acids and Their Derivatives as Natural Antioxidants”. Antioxidants. 4 (3): 603—46. PMC 4665425 . PMID 26783847. doi:10.3390/antiox4030603 .
3. ↑  Arai T, Nishijima M, Adachi K, Sano H (1992). „Isolation and structure of a UV absorbing substance from the marine bacterium Micrococcus sp.”. MBI Report.
4. ↑  Garcia-Pichel F, Castenholz RW (1993). „Occurrence of UV-Absorbing, Mycosporine-Like Compounds among Cyanobacterial Isolates and an Estimate of Their Screening Capacity”. Applied and Environmental Microbiology. 59 (1): 163—9. Bibcode:1993ApEnM..59..163G. PMC 202072 . PMID 16348839. doi:10.1128/aem.59.1.163-169.1993.
5. ↑  Okaichi T, Tokumura T. Isolation of cyclohexene derivatives from Noctiluca miliaris. 1980 Chemical Society of Japan
6. ↑  Libkind D, Moliné M, Sommaruga R, Sampaio JP, van Broock M (август 2011). „Phylogenetic distribution of fungal mycosporines within the Pucciniomycotina (Basidiomycota)”. Yeast. 28 (8): 619—27. PMID 21744380. S2CID 25297465. doi:10.1002/yea.1891.
7. ↑  Rezanka T, Temina M, Tolstikov AG, Dembitsky VM (2004). „Natural Microbial UV Radiation Filters – Mycosporine-like Amino Acids”. Folia Microbiologica. 49 (4): 339—352. PMID 15530001. S2CID 35045772. doi:10.1007/bf03354663.
8. ↑  Garcia-Pichel F, Wingard CE, Castenholz RW (1993). „Evidence Regarding the UV Sunscreen Role of a Mycosporine-Like Compound in the Cyanobacterium Gloeocapsa sp”. Applied and Environmental Microbiology. 59 (1): 170—6. Bibcode:1993ApEnM..59..170G. PMC 202073 . PMID 16348840. doi:10.1128/aem.59.1.170-176.1993.
9. ↑  Korbee N, Figueroa FL, Aguilera J (март 2006). „Acumulación de aminoácidos tipo micosporina (MAAs): biosíntesis, fotocontrol y funciones ecofisiológicas”. Revista chilena de historia natural. 79 (1): 119—132. ISSN 0716-078X. doi:10.4067/S0716-078X2006000100010.
10. ↑  Bandaranayake WM. 1998. Mycosporines: are they nature’s sunscreens? Natural Product Reports. 159–171.
11. ↑  Carreto JI, Carignan MO (март 2011). „Mycosporine-like amino acids: relevant secondary metabolites. Chemical and ecological aspects”. Marine Drugs. 9 (3): 387—446. PMC 3083659 . PMID 21556168. doi:10.3390/md9030387 .
12. ↑  D'Agostino PM, Javalkote VS, Mazmouz R, Pickford R, Puranik PR, Neilan BA (октобар 2016). „Comparative Profiling and Discovery of Novel Glycosylated Mycosporine-Like Amino Acids in Two Strains of the Cyanobacterium Scytonema cf. crispum”. Applied and Environmental Microbiology. 82 (19): 5951—9. Bibcode:2016ApEnM..82.5951D. PMC 5038028 . PMID 27474710. doi:10.1128/AEM.01633-16.
13. ↑  Pope MA, Spence E, Seralvo V, Gacesa R, Heidelberger S, Weston AJ, Dunlap WC, Shick JM, Long PF (јануар 2015). „O-Methyltransferase is shared between the pentose phosphate and shikimate pathways and is essential for mycosporine-like amino acid biosynthesis in Anabaena variabilis ATCC 29413”. ChemBioChem. 16 (2): 320—7. PMID 25487723. S2CID 32715519. doi:10.1002/cbic.201402516.